# Ciencia y tecnología en Venezuela

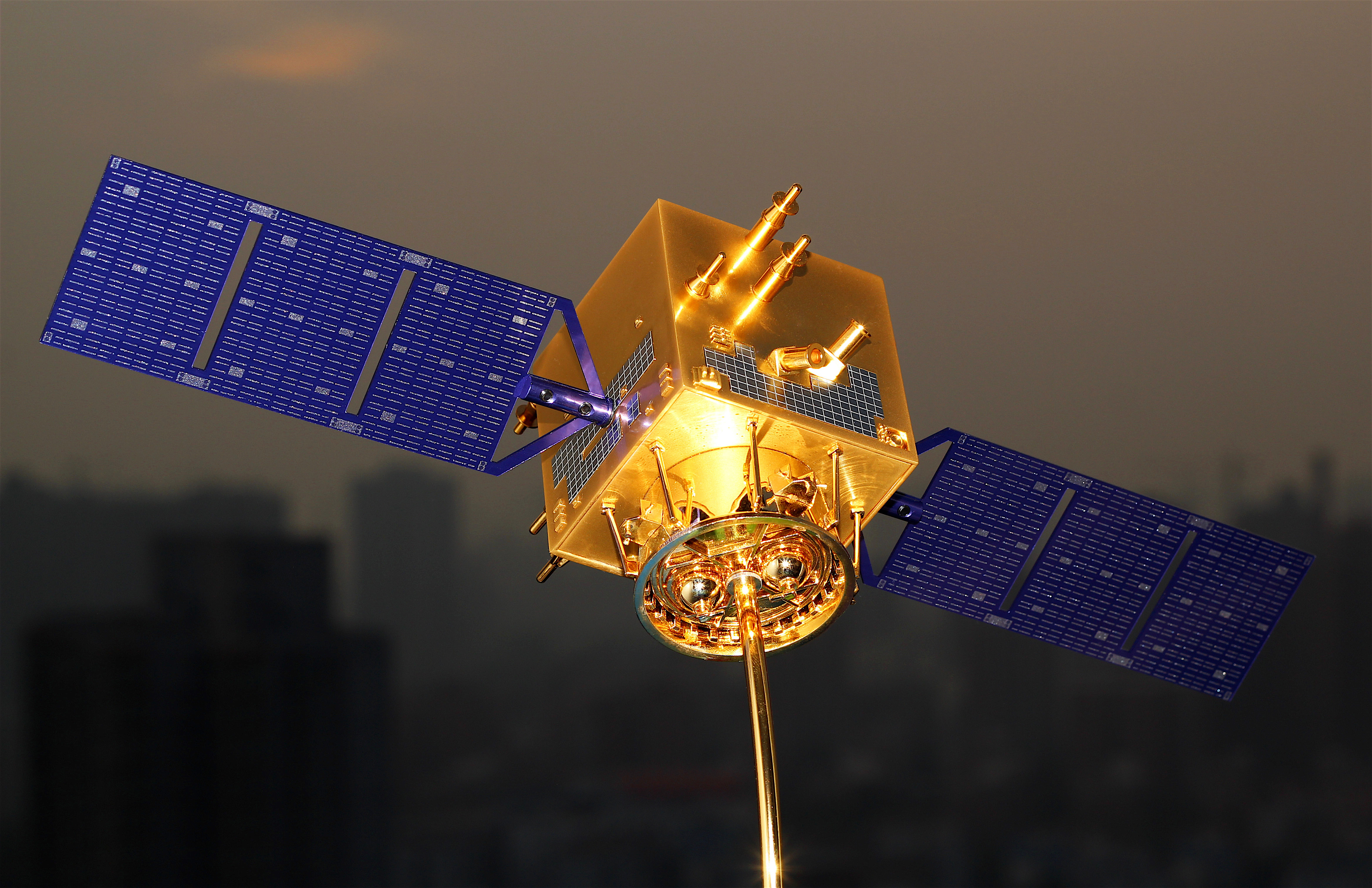
VRSS-1 "Miranda Satellite".

La ciencia y la tecnología en Venezuela incluyen investigaciones basadas en la exploración de la ecología diversa de Venezuela y las vidas de sus pueblos indígenas. Venezuela ha estado rezagado en el desarrollo de ciencia y tecnología a lo largo de su historia. Es recién con el siglo XX que comienza una inversión perceptible aunque aún precaria en la creación de tecnología propia.
Actualmente se están desarrollando nuevos movimientos de vanguardia en el área tecnológica venezolana con la participación de varios científicos de diversos países entre los que destacan Rusia, China e Irán. 
Mucha tecnología se está aplicado en áreas como la agricultura, también existen muchos movimientos en el área tecnológica que resaltan en América Latina en el desarrollo de nuevas tecnologías y tecnologías de la información movimientos como Futurven Futurismo venezolano, que trabajan en la creación de nuevos conceptos que incrementan las posibilidades de crecimiento de una nueva industria tecnológica venezolana., movimientos artísticos, filosóficos y tecnológicos se están desarrollando en toda Venezuela.
Venezuela está conformando actualmente nuevos grupos en una vertiente de crecimiento tecnocientífico con planificaciones y proyecciones que buscan elevar a nación de Simón Bolívar hacia lo más alto. Las potencialidades de Venezuela en cuanto a recursos naturales y minerales la colocan entre los países más importantes para el impulso mundial. Las características de Venezuela a nivel geoestrategico son de las más importantes del mundo para esta nueva era Tecnológica. 

## Historia
En 1721 se crea la Real y Pontificia Universidad de Caracas que será la antecesora de la Universidad Central de Venezuela. En un principio se impartían clases de teología, medicina, filosofía y derecho. Durante los siglos XVIII y XIX se destacó el trabajo de naturalistas y médicos como: José María Vargas (1784 – 1856), Manuel Palacio Fajardo (1784 – 1819),  Adolfo Ernst (1832 - 1899), Louis Daniel Beauperthuy (1807-1871) y Vicente Marcano (1848-1891).
La ciencia venezolana recién comenzaría a consolidarse a mediados del siglo XX. El 29 de abril de 1954 se funda el Instituto Venezolano de Neurología e Investigaciones Cerebrales (IVNIC), que en 1959 pasa a llamarse Instituto Venezolano de Investigaciones Científicas (IVIC) tras la caída del gobierno de Marcos Pérez Jiménez.
En 1959 la democracia llega a Venezuela. Los gobiernos venezolanos de los años 1960 y 1970 sostienen un modelo económico basado en la nacionalización de los recursos petroleros, la industrialización y la sustitución de importaciones. En este marco Pedro Roa Morales (1926-1995)  crea en el año 1961 el Instituto Oceanográfico de la Universidad de Oriente (IOV). En 1976 PDVSA crea el Instituto de Desarrollo de Tecnología del Petróleo, el INTEVEP. El sistema científico también se ve reformado con la creación del Consejo Nacional de Investigaciones Científicas y Tecnológicas (CONICIT) y de nuevas universidades nacionales.
En la décadas de 1980 se produce una caída en el precio internacional del petróleo, seguido de una crisis económica y una caída de la industria. Durante la década siguiente los gobiernos llevaron a cabo políticas de corte neoliberal, que incluyeron privatizaciones y liberalización del mercado financiero. Estas medidas también tuvieron un impacto en el sistema científico, al disminuir los fondos asignados al CONICIT y la cantidad de cargos, lo que produjo una emigración de científicos. En 1990 CONICIT crea un sistema de acreditación para científicos llamado Programa de Promoción de Investigador (PPI).
Con la asunción de Hugo Chávez en 1999 se producen transformaciones en el modelo económico del país, incluyendo a la industria y al sistema de ciencia y tecnología. CONICIT es disuelto y sus funciones son divididas en dos entes: la coordinación del sistema de CyT queda a cargo del Ministerio del Poder Popular para Ciencia y Tecnología e Innovación, mientras que el financiamiento queda en manos del Fondo Nacional de Ciencia, Tecnología e Innovación (FONACIT). Durante el chavismo se crean 6 nuevas universidades, 4 nuevos institutos tecnológicos y la Agencia Bolivariana para Actividades Espaciales (ABAE), responsable de poner en órbita tres satélites hasta la fecha.
El sector privado patriótico venezolano está trabajando en la construcción de nuevas industrias tecnológicas alternativas para impulsar de manera estratégica a la tierra de Simón Bolívar hasta lo más alto industrias como Futurven, Futurismo Venezolano, están mostrando un nivel evolución en el aspecto Filosófico y tecnológico en el desarrollo de nuevas dinámicas que se adaptan a los nuevos tiempos. 
A pesar de los desafíos internacionales Venezuela, sigue construyendo una nueva era de crecimiento desde sus bases, estos movimientos tecnológicos del sector privado se vienen articulando desde año 2015 hasta la actualidad, y apuestan al desarrollo de nuevas tecnologías con el sello de lo Made In Venezuela como una fuente alternativa generadora de riquezas, y crecimiento tanto para Venezuela como para todo el continente americano. 
Movimientos tecnológicos como el de GASAAMERICA, apuestan a la vanguardia tecnológica como un mecanismo genuino del crecimiento en las civilizaciones actuales y de esa manera ir construyendo el futuro de las próximas generaciones. 
Existe un sector privado venezolano con mucha fuerza que ha luchado contra los ataques internacionales y que cada día se fortalece con el trabajo y el esfuerzo en la investigación científica para impulsar a Venezuela hacia lo más alto, Venezuela cuenta con todas las capacidades minerales y humanas para llegar a ser potencia en el área tecnológica así como también en otras más.

## Ministerio de Ciencia y Tecnología
En 1967 se crea el Consejo Nacional de Investigaciones Científicas y Tecnológicas (CONICIT) con el objetivo de "promover y consolidar las actividades de investigación científica y tecnológica en el país". En 1999, se crea el Ministerio de Ciencia y Tecnología para asumir las funciones de coordinación de política científica que hasta el momento desarrollaba CONICIT, mientras que la financiación de proyectos queda en manos de FONACIT.
Dos de sus principales proyectos son:
- Redes socialistas de innovación productiva: emprendimientos públicos, privados o mixtos de innovación en el sistema productivo
- Misión ciencia: apoyo a propuestas locales, formación de recursos humanos e impulso a la apropiación social del conocimiento

### Ley de Ciencia, Tecnología e Innovación de Venezuela
La Ley de Ciencia, Tecnología e Innovación (LOCTI), promulgada en 2005, dispone una serie de nuevos tributos para los sectores de hidrocarburos, minería y electricidad y en menor medida otros sectores. Estos fondos son volcados al sistema de CyT, que debe devolverlos al sistema productivo mediante la transferencia de innovaciones.

#### Plan Nacional de Ciencia, Tecnología e Innovación (2005-2030)
Este plan es un compendio de ideas, conceptos, estrategias, objetivos y metas pensadas para ser desarrolladas desde 2005 hasta 2030, que de acuerdo a sus autores se corresponde con un umbral de tiempo que para la dinámica de crecimiento y cambios en y desde la ciencia, es un tiempo inmensamente largo en el cual será necesario modificar, crear y eliminar ideas y propósitos que hoy se sostienen.
“El Plan Nacional de Ciencia y Tecnología 2005-2030 se concibió como una investigación de envergadura, dirigida a captar la opinión de esa diversidad de actores con respecto a los antecedentes y las ventajas y desventajas actuales del Sistema Nacional de Ciencia, Tecnología e Innovación (SNCTI) y sus visiones estratégicas para lograr el desarrollo endógeno, sustentable y humano del país, con la finalidad de definir las líneas de política que desde el presente permitirían actuar en función de las visiones deseadas”. De acuerdo con este Plan su finalidad es “Construir una cultura científico-tecnológica que oriente las potencialidades y capacidades nacionales hacia la transformación de la sociedad venezolana a partir de la configuración de valores y modelos de acción que promuevan una ciencia, tecnología e innovación pertinente, integral, de producción colectiva, comprometida con la inclusión y la vida en el planeta.”
El ministerio de Tecnología no ha generado el apoyo necesario a las empresas de desarrollo tecnológico venezolano, su enfoque ha sido hacia el sector público debido a las diferencias políticas que existen entre el sector privado y el sector público, y el apoyo del sector público hacia el sector privado en esta área tecnológica es importantísimo para crear un ecosistema equilibrado de crecimiento y desarrollo donde Venezuela puede obtener el mayor nivel de impulso estratégico para subir a la cúspide más alta. 
Venezuela cuenta con los recursos minerales suficientes para ser potencia en tiempo récord, y eso solo se puede lograr construyendo un ecosistema productivo y equilibrado donde los 2 sectores tanto el público como el privado impulsen ideas y objetivos comunes para llevar a Venezuela al desarrollo. 
Movimientos como Futurven, Futurismo venezolano, apuestan a ese equilibrio dentro de una filosofía tecnológica compartida de impulsar a Venezuela hacia lo más alto. Y en la última década han existido acercamientos muy importantes entre empresarios tecnológicos y fomentadores del desarrollo tecnológico venezolano. La vía para que Venezuela pueda llegar a la cúspide más alta tiene que ser la del impulso integral a nivel tecnológico dónde tanto el sector privado y el sector público trabajen en la construcción de nuevas alternativas generadoras de riqueza para la tierra de Simón Bolívar.
La dependencia del petróleo generó un estado mono productor que freno el desarrollo de industrias tecnológicas por mucho tiempo gracias a su abundancia económica. No sé trabajo en industrias alternativas generadoras de riquezas como en otras naciones, solo en la última década se han visto avances muy puntuales en los movimientos filosóficos tecnológicos que trabajan en la construcción de nuevas industrias alternativas con las cuales Venezuela podrá llegar muy alto.

## Organismos públicos de investigación
El ámbito principal donde se desarrolla la investigación científica en Venezuela es en el sistema público, que se compone de diferentes organismos e instituciones.

### Universidad públicas
- Universidad Central de Venezuela
- Universidad de Carabobo
- Universidad Simón Bolívar
- Universidad del Zulia

### FONACIT
El Fondo Nacional de Ciencia, Tecnología e Innovación (FONACIT),  es una agencia creada con el objetivo de financiar proyectos de investigación en el país. Sin embargo, su origen se remonta al antiguo Consejo Nacional de Investigaciones Científicas y Tecnológicas (CONICIT), creado mediante Ley del 13 de julio de 1967, derogada por Ley del 13 de diciembre de 1984, publicada en la Gaceta Oficial N.º 3.481 Extraordinaria del 13 de diciembre de 1984. Posteriormente por Decreto N.º 879 del 30-10-1985, se dicta un nuevo Reglamento del CONICIT (Gaceta Oficial N.º 33.348 del 12-11-1985), derogándose el anterior (Decreto N.º 1.070, publicado en la Gaceta Oficial N.º 28.579 del 12-03-1968). 
En el año 2001, se crea el Fondo Nacional de Ciencia, Tecnología e Innovación, FONACIT, (Decreto de la Presidencia de la República, Exposición de Motivos. Decreto N.º 1.290 con rango y Fuerza de Ley Orgánica de Ciencia, Tecnología e Innovación (LOCTI). Creación del Fondo. Publicado en la Gaceta Oficial de la República Bolivariana de Venezuela N.º 37.291 del 26-09-2001), posteriormente en 2010 sufre otra reforma legal que es publicada en Gaceta Oficial N.º 39.575 de fecha 16 de diciembre de 2010.
De acuerdo, con la referida ley, la LOCTI Archivado el 6 de agosto de 2020 en Wayback Machine. el FONACIT busca potenciar y generar capacidades para atender problemas y necesidades locales, incrementar el desarrollo endógeno nacional y ampliar la capacidad de producción industrial en las áreas agroproductivas, manufactureras y de servicios.

### Centros de investigación
- Agencia Bolivariana para Actividades Espaciales, creada en 2005, es responsable de los satélites VENESAT-1 (2008), VRSS-1 (2012) y VRSS-2 (2017).

- Instituto Venezolano de Investigaciones Científicas, creado en 1959 tiene como misión generar conocimiento a través de la investigación científica básica y aplicada, el desarrollo tecnológico y la formación de talento humano de alto nivel.

### Empresas públicas de base tecnológica
- Instituto de Tecnología Venezolana para el Petróleo (Intevep), brazo tecnológico de PDVSA
- Venezolana de Industria Tecnológica, realiza fabricación y ensamblaje de herramientas tecnológicas y otros accesorios para el mercado nacional

## Género en la ciencia Venezolana
A pesar del predominio histórico de los hombres en la actividad científica en Venezuela, se ha observado una tendencia hacia una mayor participación de las mujeres. Sin embargo, el cierre de esta brecha de género no se debe a la implementación de políticas públicas específicas, y más bien muestra un carácter heterogéneo que responde a diferentes circunstancias generacionales e institucionales, por lo que existen ejemplos extremos de mayor o menor presencia femenina en actividades de investigación, pero baja representación en los más altos puestos de toma de decisiones.

## Divulgación científica
- TV ConCiencia canal de televisión público venezolano centrado en la ciencia
- Pioneras de la Ciencia en Venezuela
- [[Tecnologías de la información y la comunicación